# 17 جمادى الأولى
- السبت
- الأحد
- الاثنين
- الثلاثاء
- الأربعاء
- الخميس
- الجمعة

- 302 نوفمبر 2024
- 13 نوفمبر 2024
- 24 نوفمبر 2024
- 35 نوفمبر 2024
- 46 نوفمبر 2024
- 57 نوفمبر 2024
- 68 نوفمبر 2024
- 79 نوفمبر 2024
- 810 نوفمبر 2024
- 911 نوفمبر 2024
- 1012 نوفمبر 2024
- 1113 نوفمبر 2024
- 1214 نوفمبر 2024
- 1315 نوفمبر 2024
- 1416 نوفمبر 2024
- 1517 نوفمبر 2024
- 1618 نوفمبر 2024
- 1719 نوفمبر 2024
- 1820 نوفمبر 2024
- 1921 نوفمبر 2024
- 2022 نوفمبر 2024
- 2123 نوفمبر 2024
- 2224 نوفمبر 2024
- 2325 نوفمبر 2024
- 2426 نوفمبر 2024
- 2527 نوفمبر 2024
- 2628 نوفمبر 2024
- 2729 نوفمبر 2024
- 2830 نوفمبر 2024
- 291 ديسمبر 2024
- 12 ديسمبر 2024
- 23 ديسمبر 2024
- 34 ديسمبر 2024
- 45 ديسمبر 2024
- 56 ديسمبر 2024

17 جُمادى الأولى أو 17 جُمادی‌ الاَوَّل أو يوم 17 \ 5 (اليوم السابع عشر من الشهر الخامس) هو اليوم الخامس والثلاثون بعد المائة (135) من أيَّام السنة (أو السادس والثلاثون بعد المائة لو كان شهر ربيع الآخر مُتممًا لليوم الثلاثين أو السابع والثلاثون بعد المائة لو أتم كلًا من صفر وربيع الآخر ثلاثين يومًا) وفق التقويم الهجري القمري (العربي). يبقى بعده 219 أو 220 يومًا لانتهاء السنة.

## أحداث
- 690هـ - استعادة مدينة عكا وتحريرها من يد الصليبيين على يد المماليك بقيادة السلطان الأشرف خليل بن قلاوون والتي جهز لها جيش ضخم متكون من 160 ألف من المشاة 60 ألف فارس و92 منجنيق، وبذلك كانت أولى الخطوات النهائية لطرد الصليبيين من البلاد الإسلامية.
- 979هـ - هزيمة العثمانيين في موقعة ليبانت الشهيرة قرب السواحل اليونانية، وكانت هزيمتهم أمام التحالف الصليبي الذي ضم البابوية ومملكة إسبانيا وجمهورية البندقية وجمهورية جنوة وفرسان القديس يوحنَّا.
- 1227هـ - الإمبراطورية الروسية توقع مع الدولة العثمانية «معاهدة بوخارست» والتي كان من أهم شروطها بقاء ولايتي الأفلاق والبغدان تحت السيطرة العثمانية.
- 1288هـ - نشوب معركة «البرة» بين الأخوين سعود وعبد الله ابني فيصل، وانتصر فيها سعود على أخيه، وأصبح سيد نجد.
- 1344هـ - مصر تتنازل لليبيا عن واحة الجغبوب التي كانت من معاقل الدعوة السنوسية، بإيعاز من بريطانيا، مقابل ليبيا تتنازل عن السلوم لمصر.
- 1351هـ - نجاح الملك عبد العزيز آل سعود في ضم أجزاء كبيرة من شبه الجزيرة العربية ضمت الحجاز ونجد والإحساء وغيرها، والقضاء على الثورات، الأمر الذي مكنه من إعلان اسم المملكة العربية السعودية على ما تحت يده، وأصبح هو أول ملك لها.
- 1366هـ - تأسيس حزب البعث العربي الاشتراكي في دمشق.
- 1375هـ - إعلان استقلال السودان بعدما اتفقت آراء جميع الأحزاب السودانية على الاستقلال، وانضم السودان بعدها في نفس العام للجامعة العربية وللأمم المتحدة.
- 1392هـ - الهند وباكستان تعقدان قمة في مدينة «سيملا» الهندية لتسوية مشكلات الحرب بينهما التي نشبت قبل حوالي سنة.
- 1411هـ -
  - زعيم المتمردين في تشاد إدريس ديبي يعلن نفسه رئيسًا مؤقتًا بعد إقالة الرئيس حسين حبري.
  - الإعلان عن تأسيس حركة المجتمع الإسلامي «حمس» بالجزائر بزعامة الشيخ محفوظ نحناح.
- 1424هـ - أمير الكويت الشيخ جابر الأحمد الصباح يصدر مرسوم أميري بتلقيب رئيس مجلس الوزراء بلقب سمو الشيخ وذلك بعد فصل منصب ولي العهد عن منصب رئاسه الحكومة.
- 1428هـ - صدور العدد الأول من جريدة الجريدة الكويتية.
- 1430هـ - رئيس دولة الإمارات العربية المتحدة الشيخ خليفة بن زايد آل نهيان يجري تعديل وزاري تم بموجبه إعفاء أخويه الشيخ سلطان بن زايد آل نهيان والشيخ حمدان بن زايد آل نهيان من منصب نائب رئيس الوزراء وعين بدلًا عنهما أخويه الشيخ منصور بن زايد آل نهيان والشيخ سيف بن زايد آل نهيان.
- 1436هـ - الرئيس اليمني عبد ربه منصور هادي يعلن عدن عاصمة مؤقتة لليمن بدلًا من صنعاء المحتلة من قِبل الحوثيين.
- 1438هـ - مقتل 30 شخصاً على الأقل وإصابة 82 آخرين جراء تفجير انتحاري في مدينة لاهور الباكستانية.

## مواليد
- 1295هـ - صالحة قاصين، ممثلة مصرية.
- 1359هـ - عباس كيارستمي، مخرج سينمائي إيراني.
- 1360هـ - صقر الرشود، مخرج مسرحي كويتي.
- 1396هـ - وائل علاء، ممثل مصري.

## وفيات
- 1399هـ - عبد العظيم الربيعي، فقيه وشاعر وكاتب إيراني.
- 1408هـ - علي بن صالح الغامدي، شاعر سعودي.
- 1421هـ - صفوت الشوادفي، عالم وداعية إسلامي مصري.
- 1432هـ - مصطفى الشكعة، مفكر وأستاذ جامعي مصري.
- 1441هـ - ماجدة، ممثلة مصرية.
- 1442هـ - محمد تقي مصباح اليزدي، فيلسوف وسياسي وعالم شيعي إيراني.
- 1445هـ - ممدوح بن عبد العزيز آل سعود، أمير سعودي.

## وصلات خارجية
- موقع قصة الإسلام: حدث في شهر جُمادى الأولى.